# Barbus pagenstecheri
Barbus pagenstecheri là một loài cá vây tia thuộc họ Cyprinidae.
Loài này chỉ có ở Tanzania.
Môi trường sống tự nhiên của chúng là sông ngòi và sông có nước theo mùa. Tình trạng bảo tồn của nó hiện chưa đủ thông tin.